# Rhamphochromis
Rhamphochromis (Gr.: „rhamphos“ = Schnabel, Spitze + Chromis = Riffbarschgattung, in die früher auch Buntbarsche eingegliedert wurden) ist eine Gattung aus der Familie der Buntbarsche (Cichlidae), die im östlichen Afrika im Malawisee, im Malombesee, in einigen weiteren Nebenseen und im oberen Shire vorkommt.

## Merkmale
Rhamphochromis-Arten erreichen Längen von 28 bis 45 cm. Es sind schlanke, großköpfige Raubfische, die meist silbrig gefärbt sind. Die Bauchflossen sind oft gelb. Die Schnauze steht weit vor und erreicht die Hälfte der Kopflänge. Die Prämaxillare hat einen vorn liegenden schnabelartigen Auswuchs. Der Unterkiefer ist kräftig. Die Zähne sind konisch, spitz und in zwei Reihen angeordnet. Manchmal findet sich im vorderen Teil des Unterkiefers eine dritte Zahnreihe. Die Zähne der äußeren Reihe sind groß und sitzen weit auseinander. Im Unterkiefer sind auch die Zähne der vorderen zweiten Reihe vergrößert.
- Flossenformel: Dorsale XVI–XX/11–13, Anale III/9–11.
- Schuppenformel: mLR 36–44

## Lebensweise
Es sind piscivore Raubfische, die im Malawisee die ökologische Nische von Bathybates aus dem Tanganjikasee einnehmen. Wichtigster Beutefisch ist der Karpfenfisch Engraulicypris sardella. Wie fast alle Buntbarsche des Malawisees sind die Rhamphochromis-Arten Maulbrüter.

## Arten

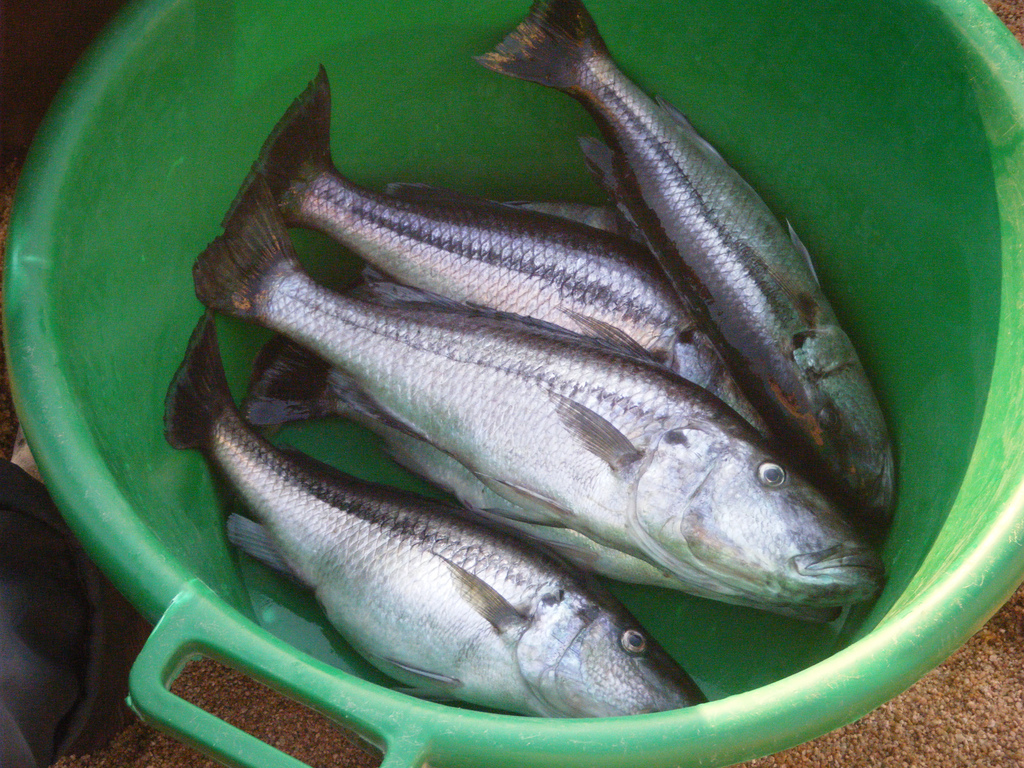
Rhamphochromis, gefangen bei Likoma

Der Gattung Rhamphochromis werden sechs Arten zugeordnet, die sich nur schwer voneinander unterscheiden lassen.
- Rhamphochromis esox (Boulenger, 1908)
- Rhamphochromis ferox Regan, 1922
- Rhamphochromis longiceps (Günther, 1864) (Typusart)
- Rhamphochromis lucius Ahl, 1926
- Rhamphochromis macrophthalmus Regan, 1922
- Rhamphochromis woodi Regan, 1922